# Finnischer Meerbusen

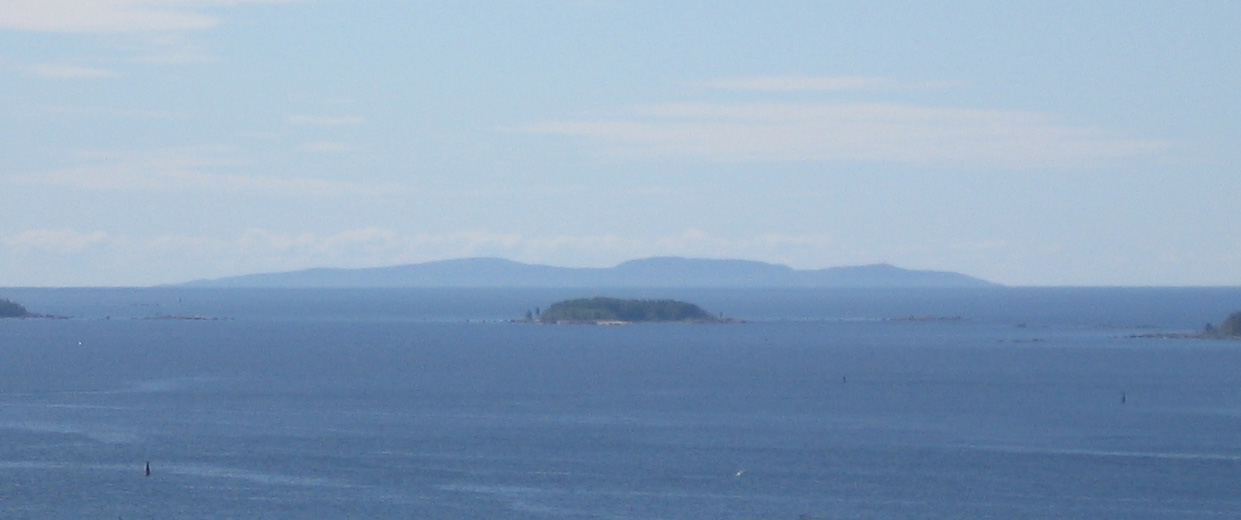
Blick von Kotka in Finnland auf die Insel Gogland, die im Finnischen Meerbusen ungefähr in der Mitte zwischen Estland und Finnland liegt

Flusseinzugsgebiete in die Ostsee. Die Einzugsgebiete in den Finnischen Meerbusen sind grün hervorgehoben.

Der Finnische Meerbusen, (estnisch Soome laht; finnisch Suomenlahti; russisch Финский залив; schwedisch Finska viken) auch Finnische Bucht, ist eine langgestreckte Bucht der Ostsee, die sich zwischen Finnland und Estland in west-östlicher Richtung auf Russland zu erstreckt. Die Bucht ist vom Westende, das ungefähr durch die Inseln Bengtskär auf der finnischen und Osmussaar auf der estnischen Seite gebildet wird, bis zur Newamündung im Osten etwa 400 km lang, ihre Breite beträgt zwischen 50 km und 130 km. Ihre Fläche beträgt etwa 30.000 km². Die durchschnittliche Tiefe beträgt 38 m und die maximale Tiefe (Paldiskitief, im Westen) 123 m, womit die gesamte Wassermenge nur etwa 1100 km³ beträgt, was kaum mehr als die des Ladogasees ist.
In der Bucht befindet sich vor allem Brackwasser, da mehrere wasserreiche Flüsse in sie münden und die Verbindung zum Ozean über die Ostsee und die dänischen Meerengen Öresund, Großer und Kleiner Belt ins Kattegat kaum Wasseraustausch zulässt. Durch den Weißmeer-Ostsee-Kanal gibt es eine schiffbare Verbindung zum Weißen Meer. Die wichtigsten Städte und Häfen am Finnischen Meerbusen sind Tallinn in Estland, Helsinki in Finnland und Ust-Luga sowie Sankt Petersburg in Russland.

## Inseln
Wenn man die estnischen Moonsund-Inseln und die Inseln des finnischen Schärenmeers nicht mitzählt, die außerhalb des eigentlichen Finnischen Meerbusens liegen, gibt es nur kleinere und meist fast unbewohnte Inseln. Die einzige Ausnahme bildet die russische Insel Kotlin vor Sankt Petersburg mit 15 km² und 43.000 Einwohnern sowie einige Inseln im Stadtgebiet von Helsinki wie Lauttasaari und Kulosaari. Größere Inseln sind auf estnischer Seite die Pakri-Inseln mit 24,5 km², Naissaar mit 18,6 km², Prangli mit 6,44 km², Osmussaar mit 4,69 km² und Aegna mit 2,95 km². Zu Finnland gehören Kirkonmaa mit 7,9 km², Kuutsalo mit 7,0 km² und Tammio mit 3 km², außer Kotlin gehören zu Russland Gogland mit 21 km², Moschtschny mit 13,9 km², Maly (bis 1950 Peninsaari), Bolschoi Tjuters mit 8,3 km², Maly Tjuters mit 1,6 km², Seskar mit 6 km² sowie das kleine Rodscher. Nur Prangli mit etwa 150 Einwohnern und Gogland mit 50 Einwohnern sind dichter besiedelt, auf den anderen Inseln leben nur noch einzelne Menschen oder sie sind unbewohnt.

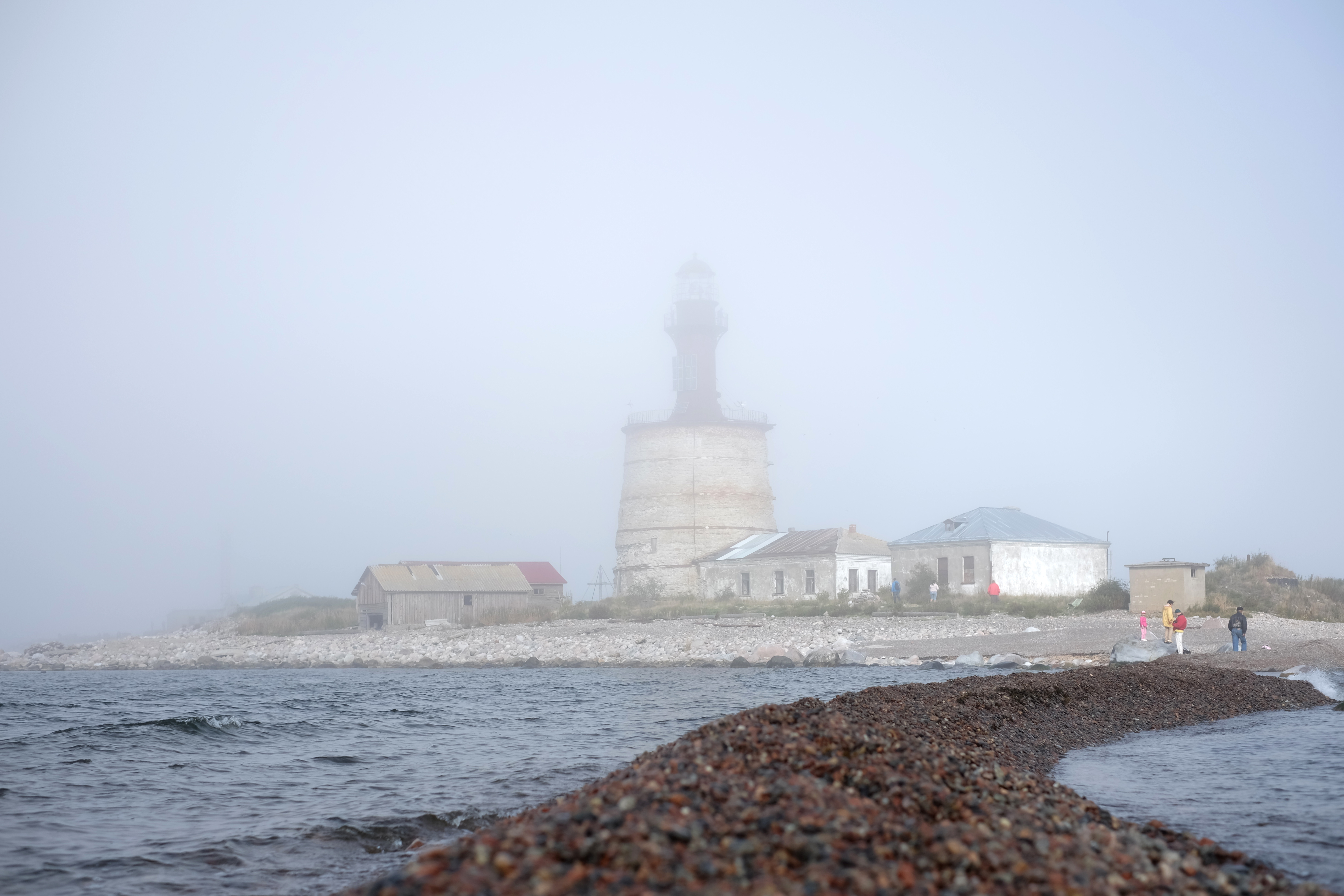
Keri
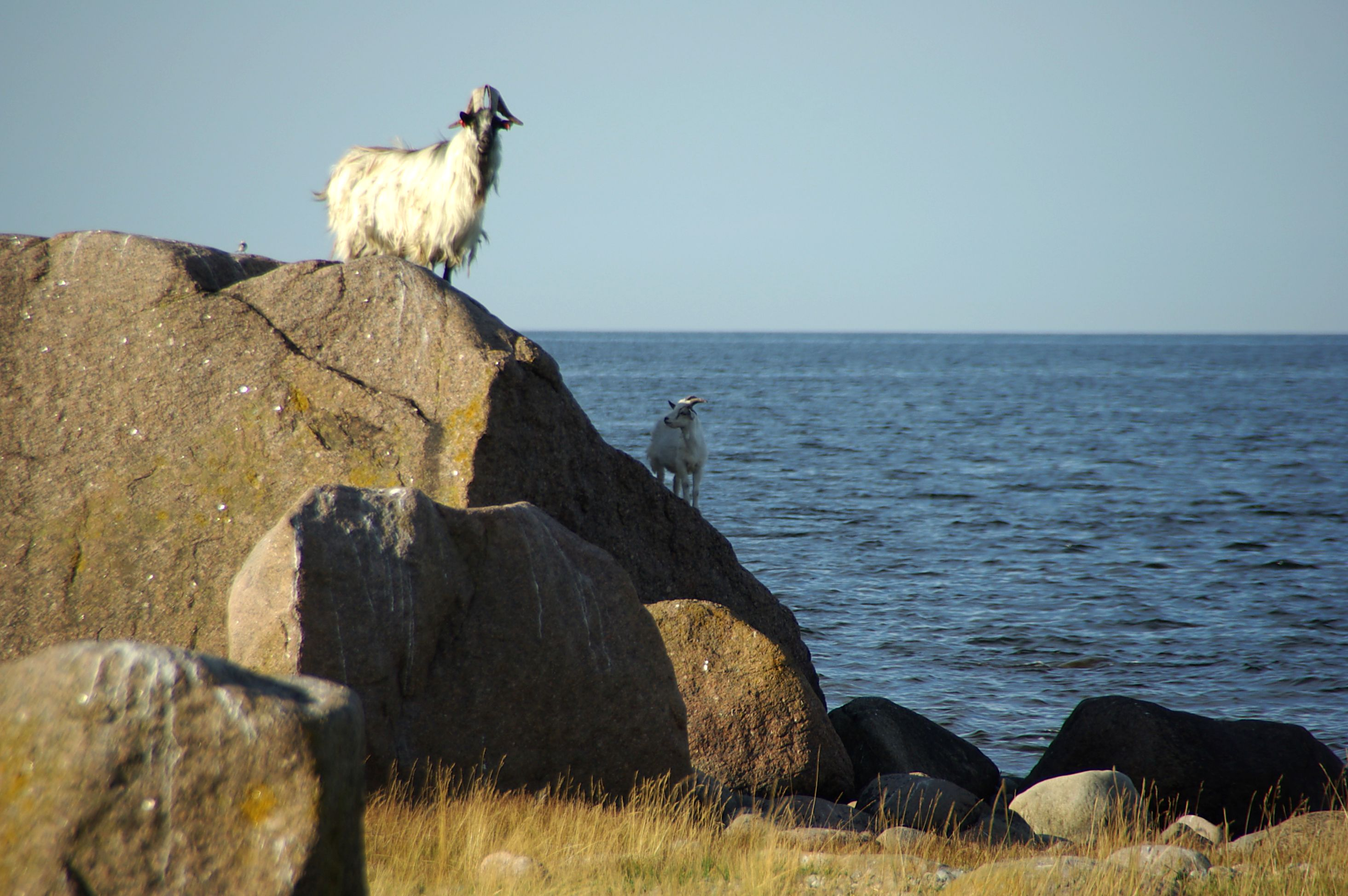
Prangli
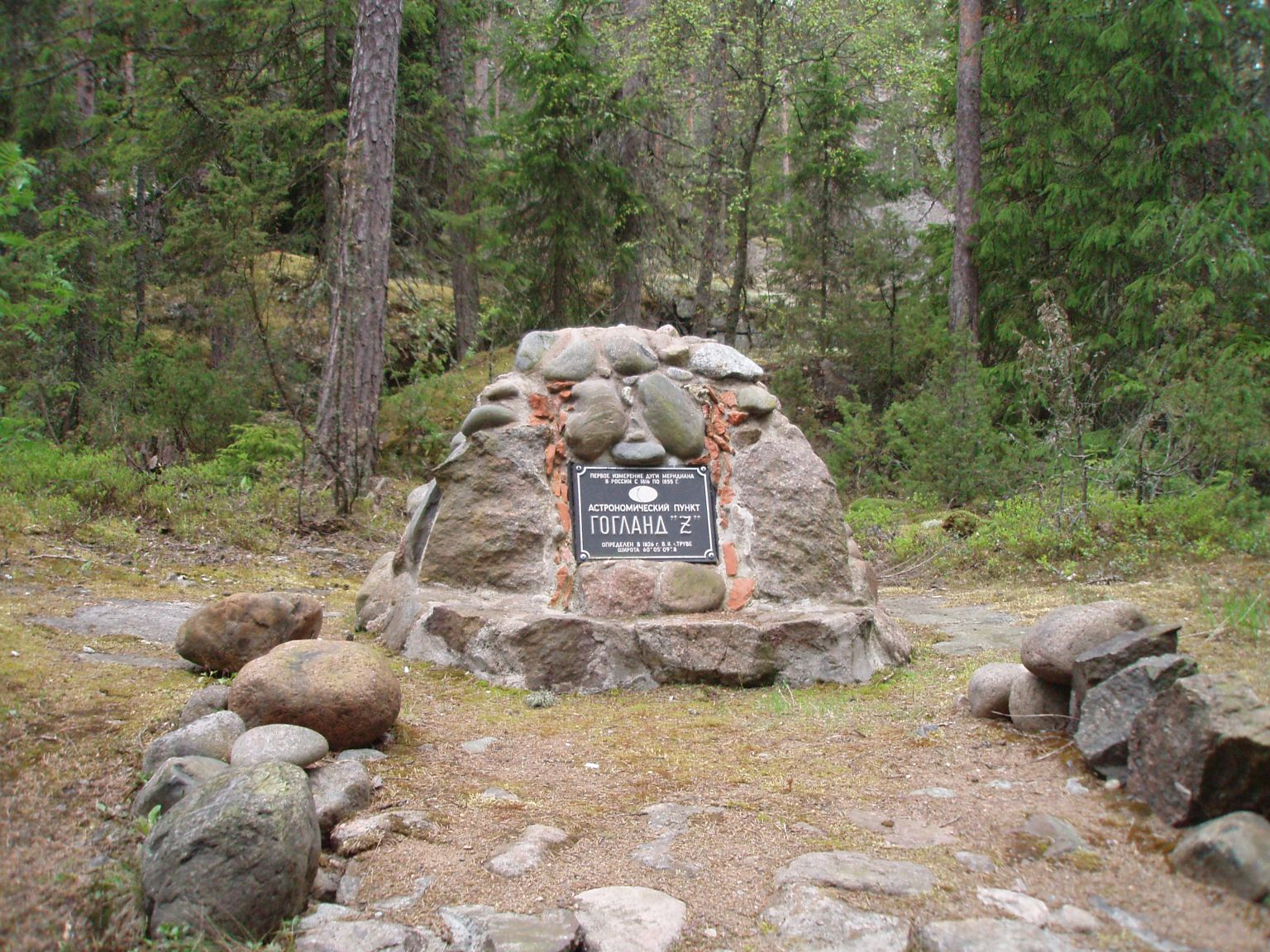
Gogland
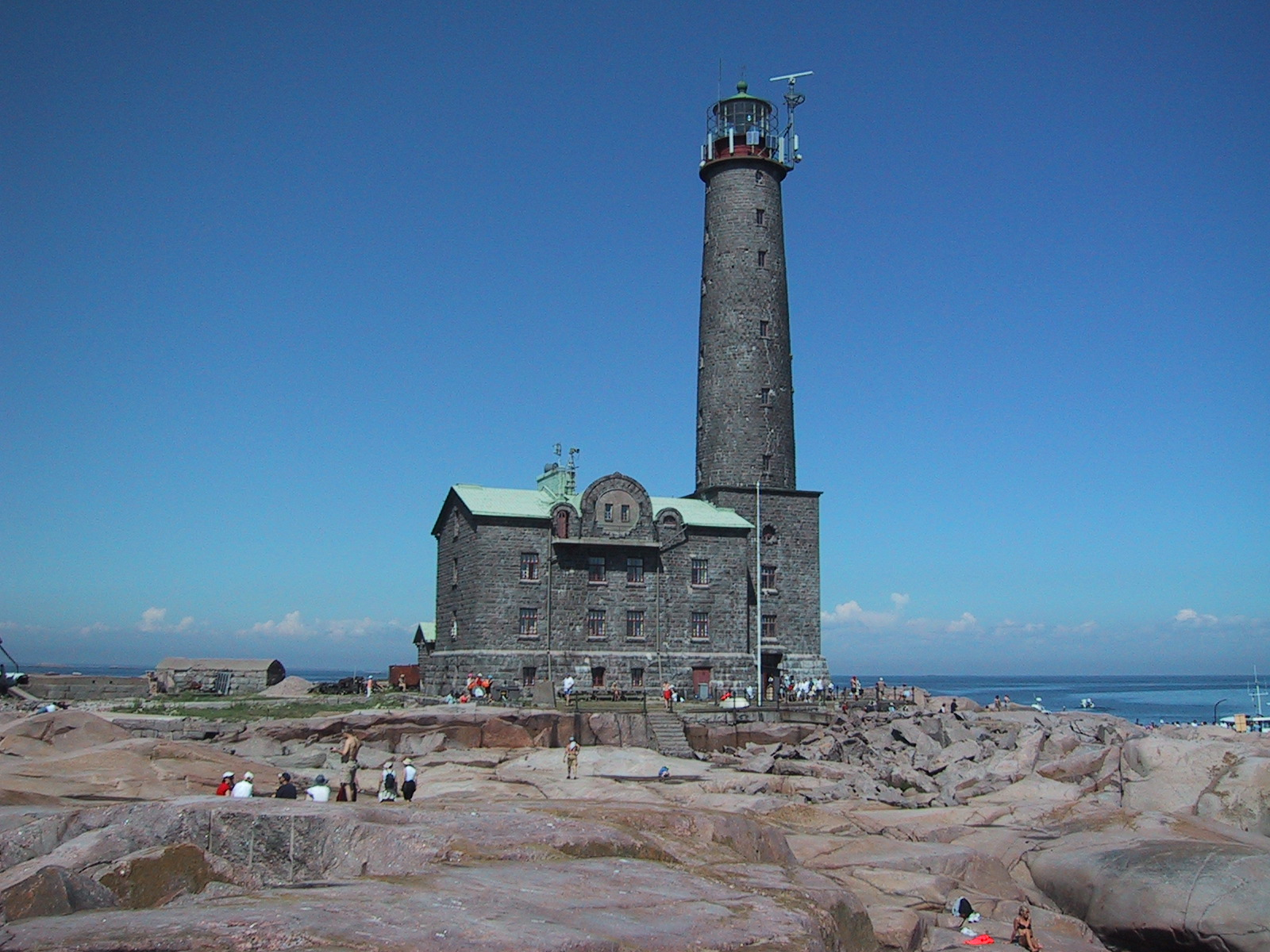
Leuchtturm auf Bengtskär
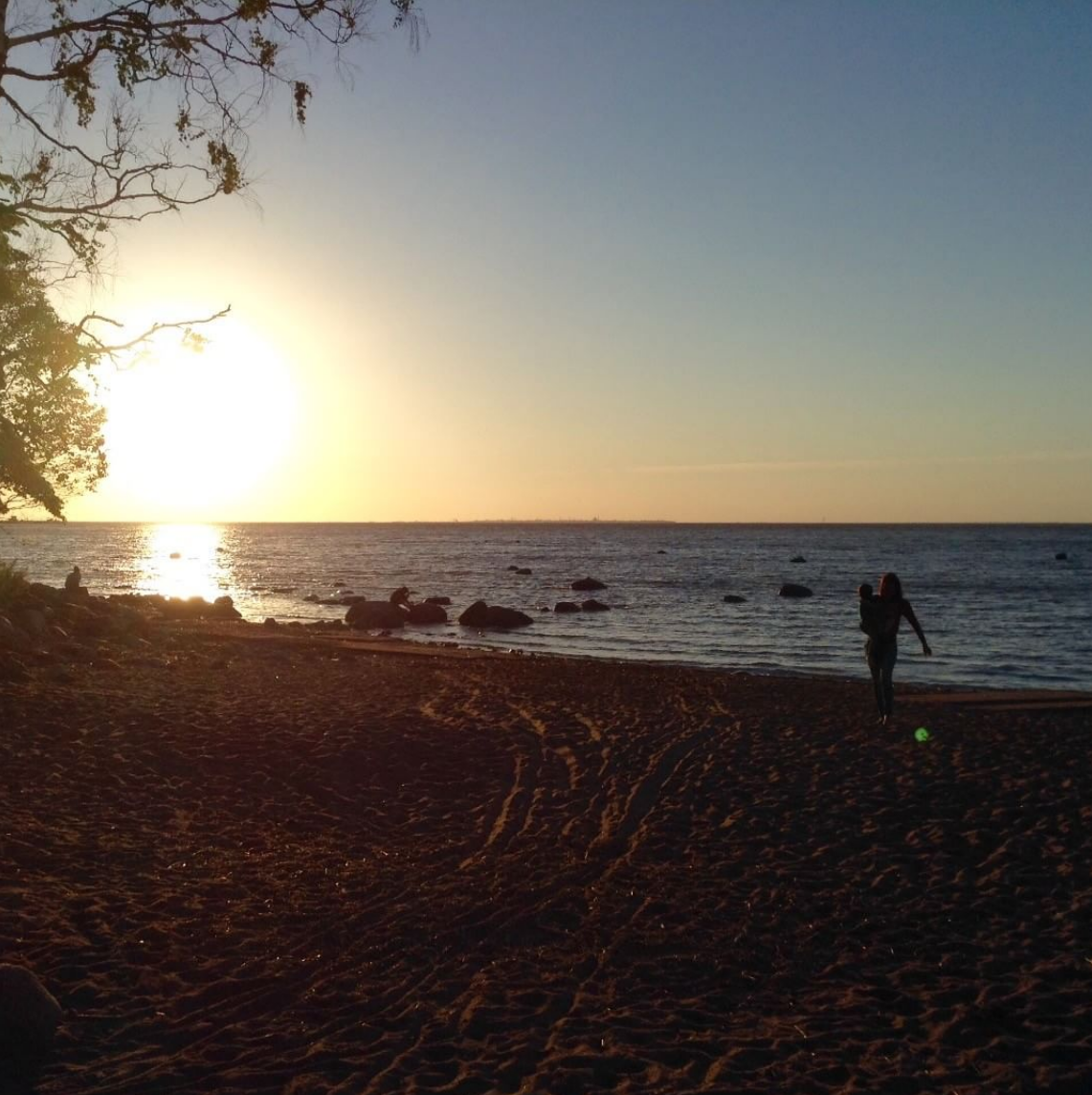
Sonnenuntergang im Finnischen Meerbusen

## Rail Baltica und möglicher Tunnel unter dem Finnischen Meerbusen
Die Rail Baltica ist eine geplante Eisenbahnverbindung, die bis 2030 von Warschau über Kaunas und Riga nach Tallinn führen soll. Beteiligt sind die Europäische Union und die Mitgliedsländer Litauen, Lettland und Estland sowie Polen. Eine Anbindung Finnlands durch eine Fähre ist geplant. Insgesamt beträgt das Investitionsvolumen etwa fünf Milliarden Euro.
Als Vision für die 2030er Jahre oder später wurde auch ein Tunnel unter dem Finnischen Meerbusen vorgeschlagen. Die Länge eines solchen Tunnels würde von der Trasse abhängen. An der engsten Stelle hätte er eine Länge von circa 50 km und wäre schon damit der längste Unterwassertunnel der Welt, ein Helsinki-Tallinn-Tunnel wäre etwa 80 km lang.

## Sport
Der Finnische Meerbusen wurde im Juli 2008 durchschwommen. Innerhalb von 19 Stunden und 13 Minuten bewältigte der Este Bruno Nopponen die 55 km lange Strecke zwischen dem finnischen Hafen Porkkala und der estnischen Küste an der Suurupi-Halbinsel in Harku. Der gleichzeitig mit ihm gestartete Priit Vehm benötigte mit 22 Stunden und 22 Minuten gut drei Stunden länger, vier andere Teilnehmer des Rekordversuchs gaben auf.

## Infrastruktur
Um Sankt Petersburg vor Hochwasser zu schützen, wurde von 1978 bis 2010 der Petersburger Damm gebaut, mit einer längeren Bauunterbrechung in den 1990er Jahren, weil Umweltschäden befürchtet wurden. Der Damm führt über Kotlin und sperrt die gesamte Newabucht vom Finnischen Meerbusen ab.

### Gaspipelines
Von zwei verschiedenen Punkten in der Oblast Leningrad in Russland verlaufen die insgesamt vier, seit 2022 stillliegenden Stränge von Nord Stream 1 und 2 westwärts in Richtung Deutschland und damit längs des Meerbusens.
Der Balticconnector, seit 8. Oktober 2023 leck, quert den Meerbusen zwischen Estland und Finnland.

## Schiffsverkehr
Der Finnische Meerbusen ist ein viel befahrenes Meer. Im Jahr 2012 haben mehr als 40.000 Schiffe die Ost-West-Routen benutzt. Dazu kommt ein reger Schiffsverkehr, vor allem durch Fähren zwischen Estland und Finnland. So haben zwischen Helsinki und Tallinn 8,2 Millionen Passagiere die Fähren benutzt. Finnland und Estland erlauben in einem Drei-Meilen-Korridor die Durchfahrt fremder Schiffe durch ihre Gewässer. Demgegenüber erlaubt Russland seinerseits nicht die Durchfahrt fremder Schiffe, um beispielsweise eine Fährverbindung zwischen Sillamäe und Kotka zu ermöglichen. Eine Route ohne Durchfahrt der Russischen Gewässer würde zwei Stunden länger dauern und entsprechend mehr Treibstoff brauchen.